# Pterolophia multicarinatoides
Pterolophia multicarinatoides är en skalbaggsart som beskrevs av Stefan von Breuning 1974. Pterolophia multicarinatoides ingår i släktet Pterolophia och familjen långhorningar. Inga underarter finns listade i Catalogue of Life.